# Thông tấn xã Lào
Thông tấn xã Lào (tiếng Lào: Khaosan Pathet Lao) còn được gọi là KPL, hay tiếng Anh là Lao News Agency là hãng thông tấn Quốc gia trực thuộc Chính phủ Lào và là cơ quan thông tin chính thức của Cộng hoà Dân chủ Nhân dân Lào. Thông tấn xã Lào được thành lập ngày 6 tháng 1 năm 1968 ở Viengsay, tỉnh Houaphan, trong cuộc nội chiến Lào và sau đó trở thành hãng thông tấn chính thức của Lào sau khi Đảng Nhân Dân Cách mạng Lào lên năm chính quyền. Tổng giám đốc Thông tấn xã Lào hiện nay là Khampheuy Philapha.